# アントレ

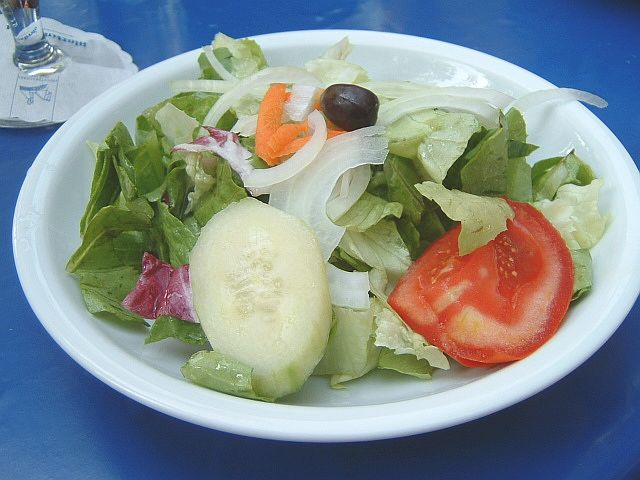
このようなサラダはアントレの一例である。

アントレ（仏: entrée）は主にフランス料理のコースの中で、オードブルや前菜の後に供される料理という意味で使われる。下記の通り英語圏とは意味が異なるので、日本においては店により意味が異なる。

## 語意
語源はフランス語の「入り口」という意味から。冷前菜は「アントレ・フロワード entrée froide」、温前菜は「アントレ・ショード entrée chaude」という。
フランス料理では本来は前菜とメインディッシュの間に提供される小料理の意味だったが前菜を意味するようになっている。
現在でも、ラルースの辞書における定義は、「ポタージュもしくはオードブルとメインディッシュの間に供される冷菜又は温菜」（Plat chaud ou froid servi entre le potage ou les hors-d'œuvre et le plat principal.）となっている。
英語の語彙にも借用語として定着しており、北米の英会話では「メインディッシュ」という意味で使われ、北米以外の英語圏では「オードブルよりも多めの前菜」という意味で使われる。英語の発音は[άːntreɪ｜ˈɔn‐]で、「アントレイ」に近い。
日本でも少し前までメインディッシュという意味で使っていた料理人が多く、一般にも混乱が見られる。昭和33年に発行された本山荻舟の「飲食事典」においては、アントレー（アントレ）を「洋食の献立中最も技巧を凝らした料理で、魚料理とローストの間に供し、1種から5種くらい並べる場合があり、材料は牛肉、子牛肉、豚肉、牛舌、鶏肉、鶏卵、小禽類など…」との記載があり、アントレという語をメインディッシュという意味で使用していたことが窺える。